# El vendedor de alfombras
El vendedor de alfombras o El vendedor de alfombras persas es un óleo de Osman Hamdi Bey, pintado en 1888.

## Descripción
El vendedor de alfombras es un ejemplo de la cuestión de la "oposición Este-Oeste", simbolizada por una familia de turistas occidentales y un vendedor local que ofrece su producto en la calle. Se ve a un europeo con el arquetípico sombrero colonial, un salacot, sentado en el borde del pilón de una fuente pública, y un vendedor otomano con turbante, sentado en el suelo, frente a frente. Mientras la niña, que es un pequeño modelo de su madre, examina con curiosidad a esta persona exótica, la mujer, con más contención, se sitúa de pie apoyada en su sombrilla, unos pasos detrás de su marido, junto al viejo otomano que probablemente les sirve como dragomán. La pared tallada de fondo, el jarrón chino en el nicho, la cafetera, el tombak, el casco, el mortero y el rifle y las ricas alfombras ejemplifican las riquezas de Oriente que atrajeron a Occidente. Con la hornacina como eje, se representan dos mundos diferentes, uno frente al otro.